# HD19910
HD19910 є спектрально подвійною зорею, одна з компонент якої є хімічно пекулярною зорею спектрального класу A1 й має видиму зоряну величину в смузі V приблизно 9,3.
Вона знаходиться у сузір'ї Кита. 